# Rob Ford

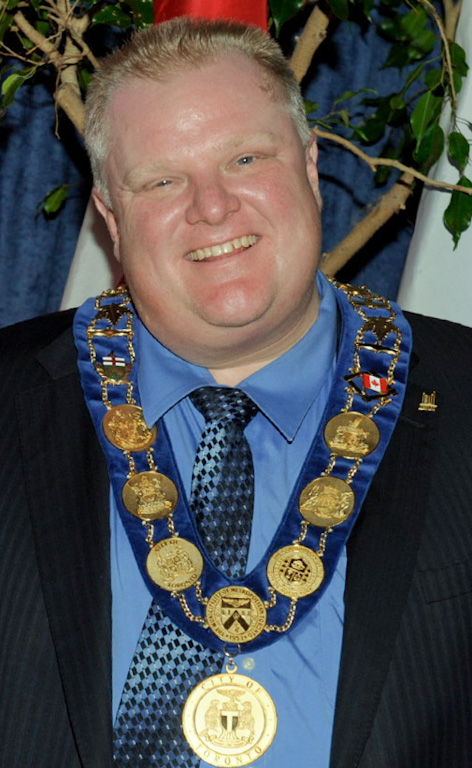
Rob Ford (2011)

Robert Bruce Ford (*  28. Mai 1969 in Etobicoke; † 22. März 2016 in Toronto) war ein kanadischer parteiloser Kommunalpolitiker. Er war vom 1. Dezember 2010 bis zum 30. November 2014 der 64. Bürgermeister von Toronto.

## Leben
Ford studierte an der Carleton University Politikwissenschaften, brach das Studium aber ab. Vom 14. November 2000 bis zum 25. Oktober 2010 war er Mitglied des Toronto City Councils für Etobicoke North. Er profilierte sich dabei früh als konservativer Hardliner, der insbesondere für massive Einsparungen im Verwaltungsapparat und Kürzungen von Sozialleistungen eintrat. 2006 erregte er Aufsehen, als er forderte, ein HIV-Präventionsprogramm zu streichen, da seines Erachtens „normale Bürger“, die weder drogenabhängig noch homosexuell seien, nicht von AIDS betroffen seien. 
Im Jahr 2007 forderte er, die Radfahrer betreffenden Straßenbaumaßnahmen stark einzuschränken, da Straßen nun einmal für Autos und Busse gedacht seien; kämen Radfahrer bei Unfällen ums Leben, seien sie selbst schuld. Diese Aussagen wurden u. a. im Film Bikes vs Cars thematisiert.
2008 äußerte er öffentlich, die „Orientalen“ würden derart besessen arbeiten, dass sie bald Kanada „übernehmen“ würden.
Am 26. März 2010 erklärte Ford seine Absicht, bei der Bürgermeisterwahl von Toronto anzutreten, und errang am 25. Oktober 2010 mit 47,1 % die Mehrheit. Er trat am 1. Dezember 2010 die Nachfolge von David Miller an. Aufgrund weiterer kontroverser Äußerungen und wegen des Vorwurfs der Vetternwirtschaft wurde er in der Folgezeit wiederholt öffentlich kritisiert. 2012 schlug er überdies einen seiner Mitarbeiter nieder.

### Crack-Affäre
In seinem Heimatwahlkreis Etobicoke pflegte Ford, wie im Mai 2013 bekannt wurde, Kontakt zu verurteilten Drogendealern. Aus diesem Umfeld wurde dem Toronto Star ein Video zum Kauf angeboten, das Ford beim Rauchen von Crack zeigen sollte. Der Kauf kam jedoch nicht zustande und das Video blieb nach einer einmaligen Sichtung zunächst verschollen. Der Bürgermeister leugnete daraufhin vehement den Crack-Konsum und erhob im Gegenzug schwere Vorwürfe gegen zwei beteiligte Journalisten.  Als in einer Radiosendung über den Fall diskutiert wurde, rief eine Person unter dem Pseudonym „Ian aus Etobicoke“ im Studio an und plädierte dafür, den Bürgermeister nicht weiter zu behelligen; als der Moderator glaubte, in dem Anrufer Ford erkannt zu haben, legte er wortlos auf. Untersuchungen belegten nicht eindeutig, dass der Anrufer Ford selbst war, schlossen es allerdings auch nicht aus.
Das belastende Video konnte von der Polizei aber im Oktober 2013 von einer unvollkommen zerstörten Festplatte eines Drogendealers wiederhergestellt werden. Es zeigt Ford zusammen mit mehreren Unterweltgrößen beim Benutzen einer Crackpfeife. Am 4. November 2013 gestand Rob Ford daraufhin einmaligen Crack-Konsum ein, an den er sich aber nicht erinnern könne. Er entschuldigte sein Verhalten mit einem schweren Alkoholrausch. Mitglieder des Stadtrates hatten ihm schon früher vorgeworfen, an Alkoholismus zu leiden, was Ford bestritt. Rücktrittsforderungen wies er zurück.
Am 18. November 2013 entzog der Stadtrat Ford weitreichende Rechte. Er blieb zwar Bürgermeister, musste aber viele Befugnisse an Vizebürgermeister Norm Kelly abgeben. Seine Entmachtung bezeichnete Ford als modernen Staatsstreich und kündigte rechtliche Schritte an.
Im September 2014 wurde er mit einem Tumor in eine Klinik eingeliefert und ließ daraufhin über einen Sprecher mitteilen, dass er für die nächste Bürgermeisterwahl im Oktober 2014 nicht mehr kandidieren werde. Als sein Nachfolger wurde John Tory gewählt, der sein Amt am 1. Dezember 2014 antrat.

### Privatleben
Ford war verheiratet und hatte zwei Kinder. Im September 2014 wurde bei ihm ein pleomorphes Liposarkom, ein bösartiger seltener Bindegewebstumor diagnostiziert. Er unterzog sich einer Operation und anschließenden Chemotherapie und erklärte danach, dass die Ärzte ihn geheilt hätten. Im Oktober 2015 trat die Tumorerkrankung jedoch erneut auf. Ford erlag am 22. März 2016 seinem Krebsleiden. Sein Bruder Doug Ford ist ebenfalls Politiker.